# La Sommette
La Sommette ist eine französische Gemeinde mit 238 Einwohnern (Stand: 1. Januar 2022) im Département Doubs in der Region Bourgogne-Franche-Comté.

## Geographie
La Sommette liegt auf 712 m über dem Meeresspiegel, drei Kilometer südwestlich von Pierrefontaine-les-Varans und etwa 38 Kilometer östlich der Stadt Besançon (Luftlinie). Das Dorf erstreckt sich im Jura, im südwestlichen Teil des weiten Hochplateaus von Pierrefontaine, über dem tief eingeschnittenen Tal der Reverotte. Das Gemeindegebiet gehört zum Regionalen Naturpark Doubs-Horloger.
Die Fläche des 7,37 km² großen Gemeindegebiets umfasst einen Abschnitt des französischen Juras. Der Hauptteil des Gebietes wird von der schwach reliefierten Hochfläche von Pierrefontaine eingenommen, die durchschnittlich auf 720 m liegt. Sie ist vorwiegend von Acker- und Wiesland bestanden, zeigt aber auch kleinere Waldgebiete. Das Hochplateau besitzt keine oberirdischen Fließgewässer, weil das Niederschlagswasser im verkarsteten Untergrund versickert. Mit 732 m wird auf einer Anhöhe südwestlich des Dorfes die höchste Erhebung von La Sommette erreicht. Nach Süden fällt das Plateau steil zum 150 bis fast 200 m tiefen Erosionstal der Reverotte ab. An den bewaldeten Talhängen, die teilweise von Felsbändern durchzogen sind, entspringen verschiedene Quellen. Die Reverotte sorgt für die Entwässerung des Gebietes nach Osten zum Dessoubre.
Nachbargemeinden von La Sommette sind Pierrefontaine-les-Varans im Norden, Plaimbois-Vennes im Osten, Loray im Süden sowie Domprel im Westen.

## Geschichte
Im Mittelalter gehörte La Sommette zur Herrschaft Passavant, die seit dem 14. Jahrhundert im Besitz der Herren von Montbéliard war. Zusammen mit der Franche-Comté gelangte das Dorf mit dem Frieden von Nimwegen 1678 an Frankreich. Seit 1998 ist La Sommette Mitglied des 44 Ortschaften umfassenden Gemeindeverbandes Communauté de communes du Pays de Pierrefontaine-Vercel.
Am 1. Januar 2009 erfolgte eine Änderung der Arrondissementszugehörigkeit der Gemeinde. Bislang zum Arrondissement Besançon gehörend, kamen alle Gemeinden des Kantons zum Arrondissement Pontarlier.

## Sehenswürdigkeiten
Die kleine Dorfkirche St-Claude wurde 1725 erbaut.

## Bevölkerung
| Jahr                       | 1962 | 1968 | 1975 | 1982 | 1990 | 1999 | 2006 | 2016 |
| Einwohner                  | 140  | 103  | 104  | 121  | 135  | 129  | 167  | 235  |
| Quellen: Cassini und INSEE |      |      |      |      |      |      |      |      |

Mit 238 Einwohnern (1. Januar 2022) gehört La Sommette zu den kleinen Gemeinden des Départements Doubs. Nachdem die Einwohnerzahl in der ersten Hälfte des 20. Jahrhunderts deutlich abgenommen hatte (1881 wurden noch 208 Personen gezählt), wurde seit Beginn der 1970er Jahre wieder ein Bevölkerungswachstum verzeichnet.

## Wirtschaft und Infrastruktur
La Sommette war bis weit ins 20. Jahrhundert hinein ein vorwiegend durch die Landwirtschaft (Viehzucht und Milchwirtschaft, Ackerbau) geprägtes Dorf. Daneben gibt es heute einige Betriebe des lokalen Kleingewerbes, vor allem im Bereich der Holzverarbeitung. Viele Erwerbstätige sind auch Wegpendler, die in den umliegenden größeren Ortschaften ihrer Arbeit nachgehen.
Die Ortschaft liegt abseits der größeren Durchgangsstraßen an einer Departementsstraße, die von Pierrefontaine-les-Varans nach Avoudrey führt. Eine weitere Straßenverbindung besteht mit Domprel.